# جان ماركوسن

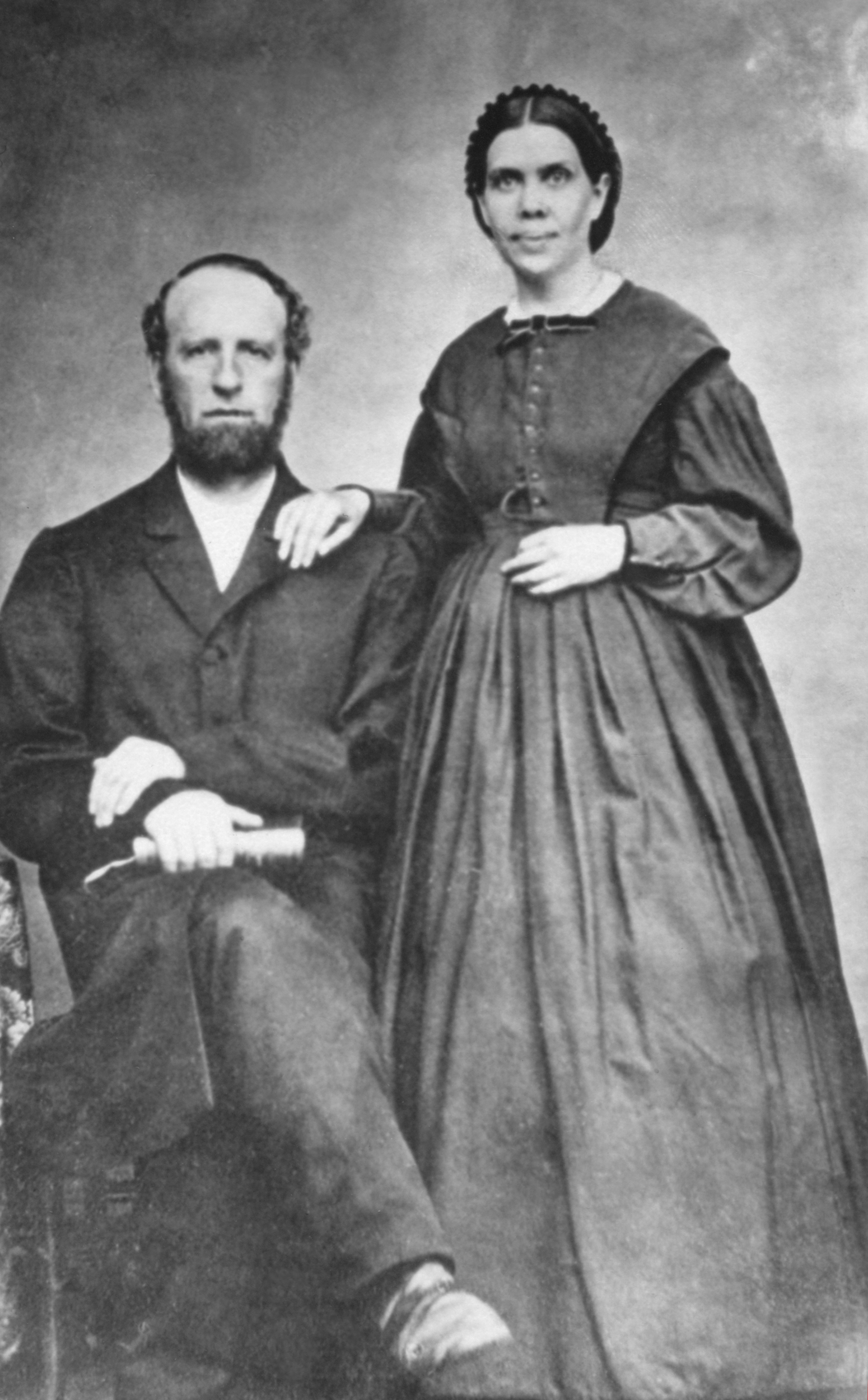

جان ماركوسن خطيب وعالم علاج طبيعي وخبير تغذية ومستشار زواج. معروف بالآراء والترويج المثير للجدل، من خلال الكتابة وأساليب أخرى، من علم الأمور الأخيرة و السبت السابع . 
عرض ماركوسن دفع مليون دولار أمريكي لإثبات أن يوم العبادة المسيحي تغير من السبت إلى الأحد .  وبحسب ما ورد نفت كنيسة الأدفنتست السبتية أي صلة رسمية بين ماركوسين والكنيسة.

## كتبه
تتضمن كتابات ماركوسن كتبًا منشورة ذاتيًا من منشوراته :  شهران للعيش ؛ ابن عم هنري بوتر (وآلة الزمن الرهيب) ؛ وقانون الأحد الوطني.
قانون الأحد الوطني لعام 1983 ، حتى عام 2016 وصل إلى 41.7 مليون نسخة بـ 70 لغة.  تركز قوانين الأحد الوطنية على تفسيرات نهاية العالم النبوية وتحذيراتها من كتب دانيال و سفر الرؤيا . يشجع ماركوسن توزيعه عشوائيا، ويتم إرسال الكتاب عبر البريد من قبل مؤيديه.  

## أشرطة فيديو
- سلسلة الهجوم الكاثوليكي الكاريزمي (على كنيسة الله )
- سلسلة هجوم الروم الكاثوليك (على كنيسة الله )
- سلسلة دراسات الوحي
- النظام العالمي الجديد وقانون الأحد

## النشرة الإخبارية
ينشر جان ماركوسن نشرة إخبارية تسجل ادعاءاته بشأن التقدم نحو قانون مدني يتطلب العبادة في أيام الأحد، كما أنها تروج لمبيعات كتابه National Sunday Law .